# 手帶

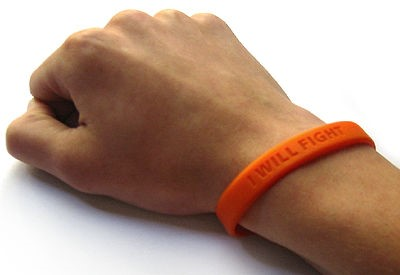

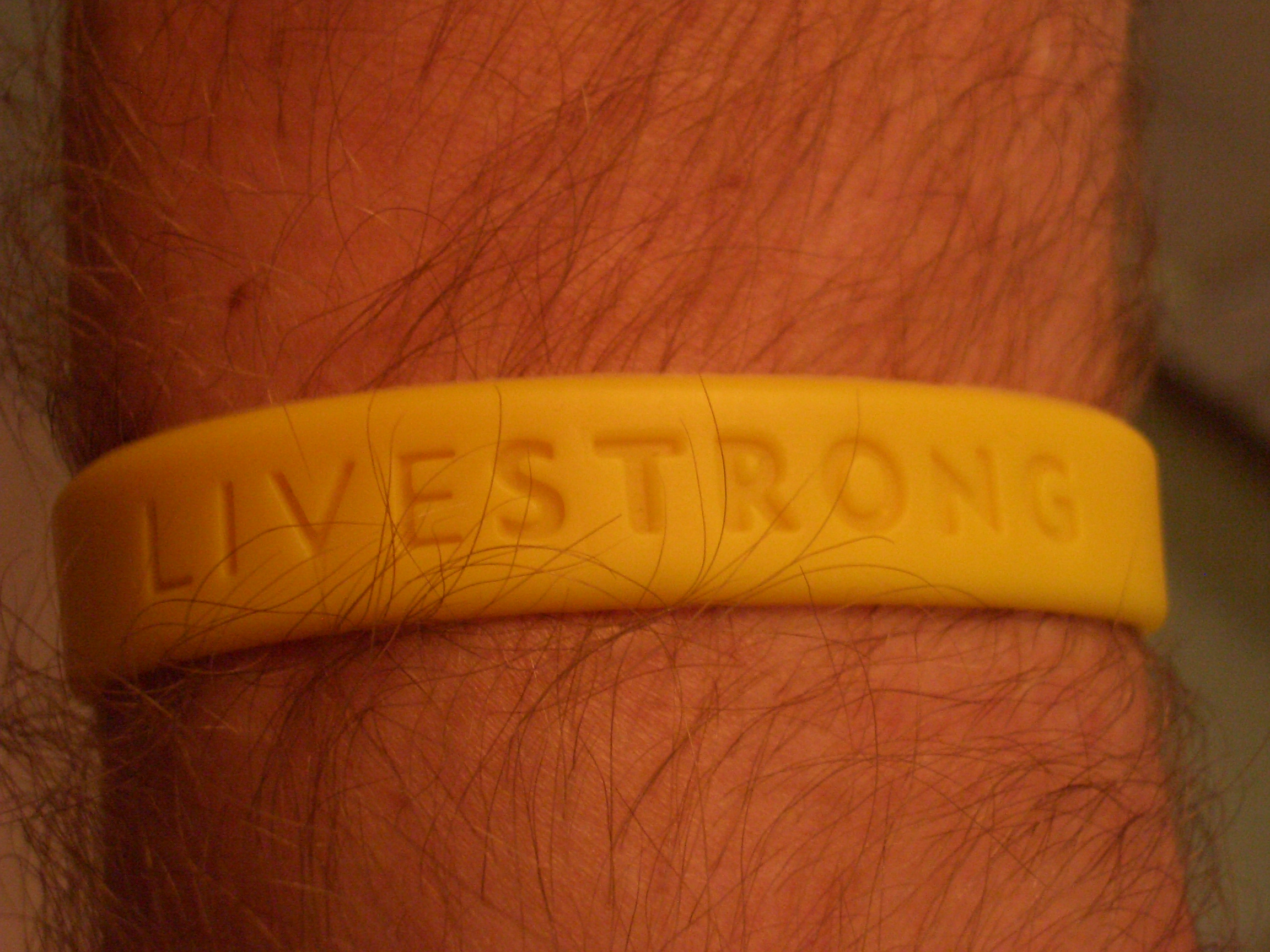

手帶是一種由矽膠製成，佩帶在前臂的飾物. 這種手帶通常會印有英文字句或詞語及被染成多種鮮豔的顏色.

## 用處
大部份的運動手帶都沒有任何實際用途，只是一種潮流飾物. 這種手帶上的英文字句或詞語帶出的訊息通常反映著佩帶人的信念及價值觀.

## 起源
相信由布護腕演變出來，早期的膠手帶很少人使用，主要用於鑑別身份或用作入場證明. 2005年初期，有少部份慈善團體透過售賣印有特別字句的膠手帶來籌募經費，但效果一般. 直至2005中期，膠手帶在各界名人推動下才變成現今最流行的飾物.

## 潮流
這股膠手帶潮流其實是由美國籍單車賽車手岩士唐帶動，在著名運動用品公司Nike協助下製作了500萬條印有「liveSTRONG」字樣的黃色膠手帶，以每條1美元的價錢出售，目的是為Lance Armstrong 基金(簡稱LAF)籌募經費. 後來多間慈善團體效法LAF把特別的英文字句或詞語印在膠手帶上，除了可以籌募經費之外還可以用作宣傳該組織的信念。這種潮流由美國開始，不久後歐洲地區也被這股潮流感染。到目前為止膠手帶仍是歐美地區最流行的飾物。這股熱潮不久前登陸亞州，加上美國連鎖快餐店麥當勞在部分亞洲國家推出膠手帶換購計劃，大受年青人歡迎，把這股潮流推向更高峰。

## 顏色
通常不同顏色代表著不同組織及字句:
白色: make poverty history (反貧窮)
黃色(LAF): livestrong (支持癌症病人)
黑+白(Nike): stand up speak up (反種族歧視)
藍色(BBC radio): Beat bullying (反欺凌)
粉紅(BCC): support knowledge strength (支持乳癌病人)
紅色(BHF): feel the pulse (支持心臟病患者)
彩虹色 : LGBT (同性戀者)
深藍/藍白: one world one cause/ tsunami Relief (幫助海嘯災民)
藍+綠: say no to sectarianism (反對宗教衝突)
綠色 : support protecting environment (支持環境保護)

## 尺碼
普遍來說，這些膠手帶分為兩種尺碼，成人和小童。成人尺碼的膠手帶通常適合成年男士及手腕較粗的女士，而小童尺碼的膠手帶較適合兒童及手腕較幼的女士。
成人膠手帶長度：202 mm 
小童膠手帶：183 mm

## 連結
- What are wristbands about? （页面存档备份，存于）
- LAF
- Make poverty history （页面存档备份，存于）